# John Donne
John Donne (født 1572, død 31. marts 1631) var engelsk digter og præst. 
Donne anses som en af Europas mest markante barokdigtere. 
I Donnes levetid var de fleste af hans digte kun kendt fra håndskrifter og blev først trykt og udgivet efter hans død.